# Apomixis
Apomixis er betegnelsen for naturligt forekommende, ukønnet  frø- eller frugtformering hos planter. 
Som regel sker ukønnet formering ved, at der dannes spiredygtige frø uden bestøvning. Afkommet er dermed kloner af moderplanten og har præcis samme egenskaber som denne. En art, som formerer sig på denne måde kaldes for apomiktisk.
Eksempler på planter med apomixis:
- Almindelig Løvefod (Alchemilla vulgaris)
- Selje-Røn (Sorbus x intermedia)
- Mælkebøtte ( slægten Taraxacum  i NW-Europa )